# B'z The Best XXV 1999-2012
《B'z The Best XXV 1999-2012》는 일본의 록 유닛, B'z의 베스트 음반이다. 2013년 6월 12일에 《B'z The Best XXV 1988-1998》와 동시에 발매됐다.

## 내용
데뷔 25주년을 기념해서 발매된 베스트 음반이다. 엄밀히는 싱글 컬렉션이며, 공식으로는 “올 싱글 베스트 음반”라고 소개되고 있다. 본 앨범은 25주년을 기념해서, 26번째 싱글 〈아슬아슬chop〉부터 50번째 싱글 〈GO FOR IT, BABY -기억의 산맥-〉까지의 싱글 25개의 노래의 A 사이드 전곡에 신곡 〈Q&A〉, 〈유토피아〉를 더한 총 28곡을 수록. 초회한정반에는 CD에 수록된 전 싱글과 〈Q&A〉의 뮤직비디오를 수록한 특전 DVD가 부속되고 있다. 그렇기 때문에 B'z 공식 유튜브 채널에서는 전 뮤직비디오의 일부 공개가 행해지고 있다. 또, 부클렛에는 사에키 아키라, 타케우치 미호, 아오키 유가 써내려간 라이너 노츠가 부속되어있으며, 사에키가 B'z 및 음반의 개요, 타케우치가 음반 수록곡, 아오키가 뮤직비디오의 라이너를 각각 담당하고 있다.
특전으로 개국 55주년을 맞는 TV 아사히가 2013년 겨울에 오픈하는 새로운 홀 “EX THEATER ROPPONGI”의 개장 기념으로 2013년 11월 30일 개최한 “B'z Special LIVE at EX THEATER ROPPONGI”의 응모추첨 카드가 봉입된다. 본 라이브는 《B'z The Best XXV 1988-1998》와의 동시 구입자 중에서 추첨으로 850조 1700명이 초대된다(자세하게는 “각주”를 참조).

## 프로모션
2013년 6월 3일부터 야후! 재팬에서 “B'z 25주년 기념 특집”의 공개가 개시. 타모리나 래리 칼튼 등의 자명인으로부터의 메시지 등이 개제되고 있다.
2013년 6월 8일, 베스트 음반의 발매를 기념해서 니코니코 생방송 및 B'z Official YouTube Channel에서 B'z의 특별 방송 《B'z 25th Anniversary DIGEST 1988-2013》가 배포됐다. 내용은 B'z의 데부로부터의 25조년을 귀중 영상으로 돌아본다고 하는 것. 6월 9일에 니코니코 생방송에서는 재방송되고, B'z 공식 유튜브 채널에서는 현재도 시청이 가능하다.
2013년 6월 14일, TV 아사히계 《뮤직 스테이션》에 출연하며, B'z 스페셜로 방송됐다. 방송 공식 사이트에서 “B'z 리퀘스트 랭킹”을 제목으로 하고 B'z가 불러줬으면 하는 곡의 모집을 하고, 그 결과를 기초로해서, 신곡 〈Q&A〉, 〈맨발의 여신〉, 〈LOVE PHANTOM〉, 〈ultra soul〉의 총 4곡을 보였다.
2013년 6월 16일, B'z 공식 유튜브 채널에서 《B'z 25th Anniversary YouTube Special Program》을 방송. 음악 평론가인 이토 마사노리를 MC로, B'z와의 스페셜 토크를 전개했다. 또, B'z의 Google+(기간한정 개설), 페이스북, 트위터에서 팬으로부터 질문을 모집해서, 그 질문에 B'z가 답하는 코너도 있었다(계정은 “외부 링크”를 참조). 방송 종료 후에도 2013년 6월 19일왜 재배포되어서, 현재도 시청이 가능하다.

## 수록곡

### CD

#### DISC1
| #   | 제목                                                | 재생 시간 |
| --- | --------------------------------------------------- | --------- |
| 1.  | 〈아슬아슬chop〉 (ギリギリchop)                     |           |
| 2.  | 〈오늘 밤 달이 보이는 언덕에〉 (今夜月の見える丘に) |           |
| 3.  | 〈May〉                                             |           |
| 4.  | 〈juice〉                                           |           |
| 5.  | 〈RING〉                                            |           |
| 6.  | 〈ultra soul〉                                      |           |
| 7.  | 〈GOLD〉                                            |           |
| 8.  | 〈뜨거운 고동의 끝〉 (熱き鼓動の果て)               |           |
| 9.  | 〈IT'S SHOWTIME!!〉                                 |           |
| 10. | 〈야성의 ENERGY〉 (野性のENERGY)                    |           |
| 11. | 〈BANZAI〉                                          |           |
| 12. | 〈ARIGATO〉                                         |           |
| 13. | 〈사랑의 폭탄〉 (愛のバクダン)                      |           |
| 14. | 〈OCEAN〉                                           |           |

#### DISC2
| #   | 제목                                                               | 재생 시간 |
| --- | ------------------------------------------------------------------ | --------- |
| 1.  | 〈충동〉 (衝動)                                                    |           |
| 2.  | 〈흔들림 없는 것 하나〉 (ゆるぎないものひとつ)                     |           |
| 3.  | 〈SPLASH!〉                                                        |           |
| 4.  | 〈영원한 날개〉 (永遠の翼)                                         |           |
| 5.  | 〈SUPER LOVE SONG〉                                                |           |
| 6.  | 〈BURN -불멸의 페이스-〉 (BURN -フメツノフェイス-)                 |           |
| 7.  | 〈일부와 전부〉 (イチブトゼンブ)                                   |           |
| 8.  | 〈DIVE〉                                                           |           |
| 9.  | 〈MY LONELY TOWN〉                                                 |           |
| 10. | 〈안녕 상처투성인 날들이여〉 (さよなら傷だらけの日々よ)            |           |
| 11. | 〈Don't Wanna Lie〉                                                |           |
| 12. | 〈GO FOR IT, BABY -기억의 산맥-〉 (GO FOR IT, BABY -キオクの山脈-) |           |
| 13. | 〈Q&A〉                                                            |           |
| 14. | 〈유토피아〉 (ユートピア)                                          |           |

1. ↑  26번째 싱글.
2. ↑  27번째 싱글
3. ↑  28번째 싱글
4. ↑  29번째 싱글
5. ↑  30번째 싱글
6. ↑  31번째 싱글
7. ↑  32번째 싱글
8. ↑  33번째 싱글
9. ↑  34번째 싱글
10. ↑  35번째 싱글
11. ↑  36번째 싱글
12. ↑  37번째 싱글
13. ↑  38번째 싱글
14. ↑  39번째 싱글
15. ↑  40번째 싱글
16. ↑  41번째 싱글
17. ↑  42번째 싱글
18. ↑  43번째 싱글
19. ↑  44번째 싱글
20. ↑  45번째 싱글
21. 1 2  46번째 싱글 〈일부와 전부/DIVE〉 수록곡
22. ↑  47번째 싱글
23. ↑  48번째 싱글
24. ↑  49번째 싱글
25. ↑  50번째 싱글
26. 1 2  이 음반으로부터의 싱글

1. ↑  싱글 버전은 음반 첫 수록
2. 1 2 3  베스트 음반 첫 수록
3. ↑  음반 첫 수록

### DVD(초회한정반만)
- 〈유토피아〉의 뮤비는 제작되어있지만, CD 수록곡 중에서는 유일하게 수록되지 않았다.

|    | 곡명                          | 비고       |
| -- | ----------------------------- | ---------- |
| 1  | 아슬아슬chop                  | 뮤직비디오 |
| 2  | 오늘 밤 달이 보이는 언덕에    | 뮤직비디오 |
| 3  | May                           | 뮤직비디오 |
| 4  | juice                         | 뮤직비디오 |
| 5  | RING                          | 뮤직비디오 |
| 6  | ultra soul                    | 뮤직비디오 |
| 7  | GOLD                          | 뮤직비디오 |
| 8  | 뜨거운 고동의 끝              | 뮤직비디오 |
| 9  | IT'S SHOWTIME!!               | 뮤직비디오 |
| 10 | 야성의 ENERGY                 | 뮤직비디오 |
| 11 | BANZAI                        | 뮤직비디오 |
| 12 | ARIGATO                       | 뮤직비디오 |
| 13 | 사랑의 폭탄                   | 뮤직비디오 |
| 14 | OCEAN                         | 뮤직비디오 |
| 15 | 충동                          | 뮤직비디오 |
| 16 | 흔들림 없는 것 하나           | 뮤직비디오 |
| 17 | SPLASH!                       | 뮤직비디오 |
| 18 | 영원한 날개                   | 뮤직비디오 |
| 19 | SUPER LOVE SONG               | 뮤직비디오 |
| 20 | BURN (불멸의 페이스)          | 뮤직비디오 |
| 21 | 일부와 전부                   | 뮤직비디오 |
| 22 | DIVE                          | 뮤직비디오 |
| 23 | MY LONELY TOWN                | 뮤직비디오 |
| 24 | 안녕 상처투성인 날들이여      | 뮤직비디오 |
| 25 | Don't Wanna Lie               | 뮤직비디오 |
| 26 | GO FOR IT, BABY (기억의 산맥) | 뮤직비디오 |
| 27 | Q&A                           | 뮤직비디오 |

## 타이업
- 요미우리 TV 닛폰 TV계 애니메이션 《명탐정 코난》 여는 곡을 위해서 써내려간 곡이다. 2013년 5월 4일 방송분부터 11월 9일 방송분까지 반년간 사용됐다.[16]. (DISC2 #13)

## 참가 음악가
- 마츠모토 타카히로: 기타, 전체 작사·작곡, 코러스
- 이나바 코시: 보컬, 전체 작사·편곡
- 토쿠나가 아키히토(doa): 편곡, 베이스
- 테라치 히데유키: 편곡
- 이케다 다이스케: 편곡, 스트링스 어레인지, 호른 어레인지
- 오시마 코스케: 편곡
- 배리 스팍스: 베이스
- 테라사와 코이치: 베이스
- 나카무라 “키타로” 코지: 베이스
- 바카본 스즈키: 베이스
- Fingers: 베이스
- 로버트 딜레오: 베이스
- 후안 알데레테: 베이스
- 숀 헐리: 베이스
- 셰인 가라스: 드럼, 타악기
- 쿠로세 카이치: 드럼
- 야마키 히데오: 드럼
- 브라이언 티치: 드럼
- 조시 프리스: 드럼
- 채드 스미스: 드럼
- 제러미 콜론: 드럼
- 오타 신이치로(doa): 코러스
- 오노즈카 아키라: 피아노, 어쿠스틱 피아노, 오르간
- 마스다 타카노부: 오르간
- 시노자키 스트링스: 스트링스
- 타마 스트링스: 스트링스
- 토쿠가와 토모미: 스트링스
- 하야시 코즈에: 스트링스
- 스기야마 마이코: 스트링스

## 참고 문헌
- WHAT's IN? WEB (2013년 3월 25일). “B’z, 올 싱글 베스트 음반을 2개를 동시에 6월 발매! 스타디움 투어도 결정”. 엠온 엔터테인먼트. 2013년 3월 25일에 확인함.[깨진 링크(과거 내용 찾기)]
- Natalie (2013년 3월 25일). “25주년! B'z 싱글 망라 베스트＋Pleasure 투어 결정”. 나타샤. 2013년 3월 26일에 확인함.
- BARKS (2013년 3월 25일). “B'z, 25주년을 꾸미는 올 싱글 베스트 음반, 신곡도 등장”. 글로벌 플러스. 2013년 3월 25일에 확인함.